# Avelia Liberty
El Avelia Liberty será un modelo tren de alta velocidad construido por el fabricante francés Alstom y ensamblado en los Estados Unidos. Amtrak ordenó 28 trenes para usar en su servicio insignia Acela a lo largo del Corredor Noreste entre Boston y Washington D. C., a través de la ciudad de Nueva York y Filadelfia.
Es parte de la familia Avelia de trenes de alta velocidad, pero está adaptado para cumplir con los estándares ferroviarios de América del Norte, incluidos los estándares de resistencia a choques de la Administración Federal de Ferrocarriles. Amtrak dice que, en comparación con la generación anterior, estos trenes permitirían una frecuencia mejorada y una mayor capacidad en el servicio de Acela.
A partir de mayo de 2023, los trenes se están sometiendo a pruebas y se espera que entren en servicio de pasajeros en 2024.

## Historia
En el 2000, Amtrak introdujo el servicio Acela a lo largo del Corredor Noreste entre Boston y Washington D. C., a través de la ciudad de Nueva York y Filadelfia. El servicio utiliza un tren Acela Express dedicado que fue construido por un consorcio de Alstom y Bombardier entre 1998 y 2001.
En agosto de 2016, Amtrak anunció un préstamo de 2400 millones de dólares del Departamento de Transporte de los Estados Unidos para la compra de nuevos trenes de alta velocidad para el servicio Acela de Alstom. Alstom también brindará soporte técnico a largo plazo y suministrará piezas y componentes de repuesto. Estos nuevos trenes de próxima generación reemplazarían a los 20 trenes existentes que se acercaban al final de su vida útil. Los 28 nuevos trenes ordenados permitirían un servicio más frecuente en el Corredor Noreste, incluido un servicio pico cada media hora entre la ciudad de Nueva York y Washington D. C.

### Construcción y pruebas
El ensamblaje de los conjuntos de trenes en Estados Uniods se lleva a cabo en las plantas de Alstom en Hornell y Rochester, Nueva York. La construcción inicial de carrocerías y componentes principales comenzó en Hornell en octubre de 2017. El primer conjunto de prototipos se envió al Centro de tecnología de transporte (TTC) en Pueblo, Colorado, en febrero de 2020 para realizar pruebas en la pista de pruebas de alta velocidad. Durante los nueve meses de pruebas previstas, los trenes se probaron a velocidades de hasta 266 km/h.

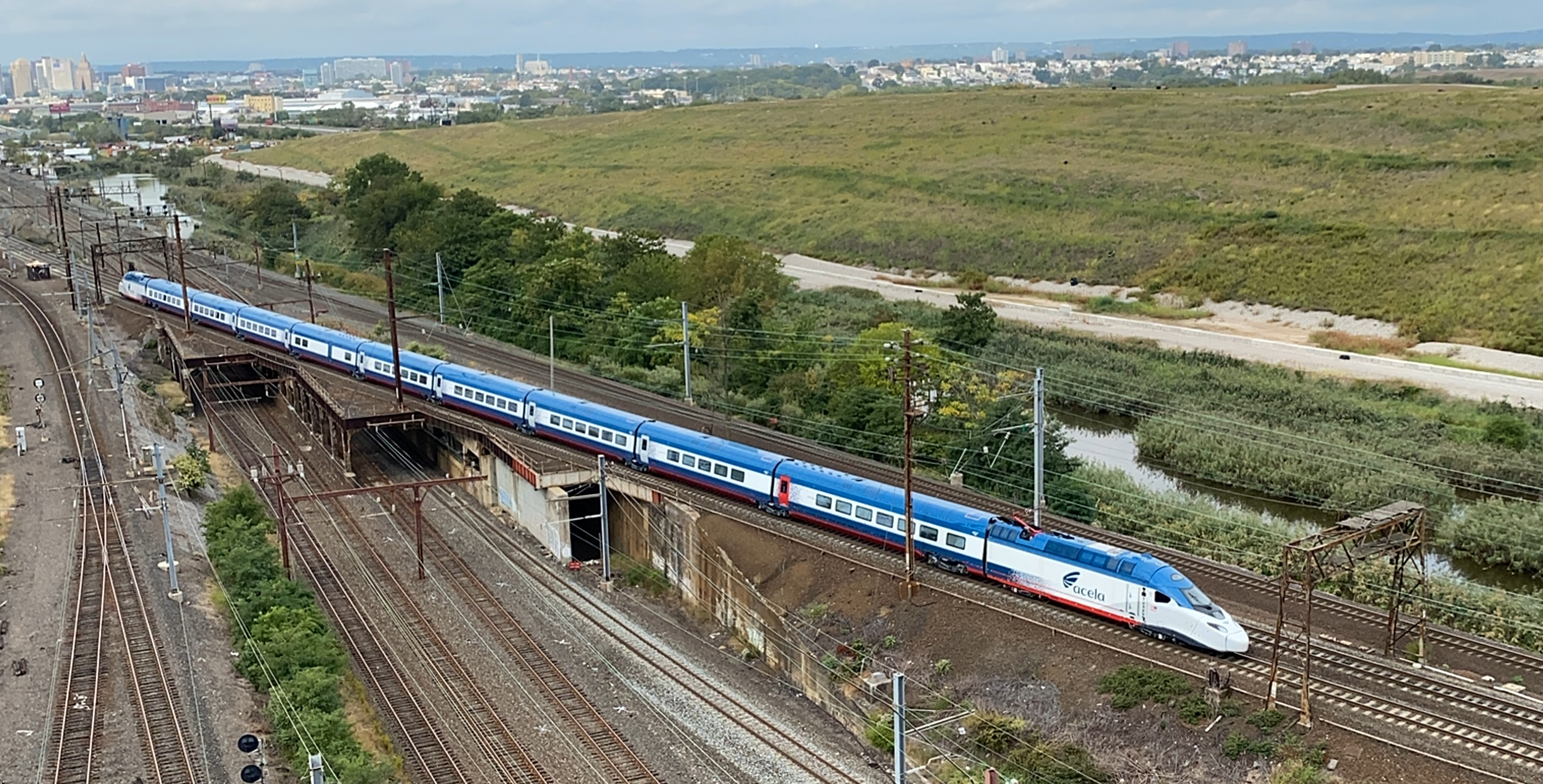
Tren durante las pruebas en 2020.

Se entregó un segundo prototipo en marzo de 2020 a Amtrak para realizar pruebas a lo largo de las vías de servicio en el noreste que comenzaron en mayo de 2020. La primera salida de prueba hasta la estación sur de Boston se produjo el 28 de septiembre.
Para 2020, se esperaba que el primer conjunto de trenes entrara en servicio comercial a principios de 2022, con todos los conjuntos de trenes en servicio a fines de 2022, momento en el que Amtrak retiraría la flota anterior de Acela. Sin embargo, a partir de febrero de 2022, no se esperaba que las pruebas de alta velocidad comiencen hasta finales de 2022. En mayo de 2022, 15 de los 28 trenes estaban en "alguna fase de producción".
Las pruebas de hasta 266 km/h se realizaron en 2022. A partir de mayo de 2023, se espera que los primeros trenes entren en servicio comercial en 2024, con tres años de retraso. Las pruebas han revelado una serie de problemas de incompatibilidad debido a la falta de vías construidas para acomodar trenes de alta velocidad y la antigüedad de la infraestructura en el noreste, algunas de las cuales se remontan a casi dos siglos.

## Características y producción
Aunque Amtrak inicialmente favoreció un derivado del New Pendolino, los remolques del tren se basan en el AGV y el diseño del vagón motor se basa en el Avelia Horizon, diseñado para la red ferroviaria de alta velocidad francesa (TGV),[21] pero adaptado para ajustarse al Norte. Estándares ferroviarios estadounidenses, incluidos los estándares de resistencia a choques de la Administración Federal de Ferrocarriles de Estados Unidos (FRA).

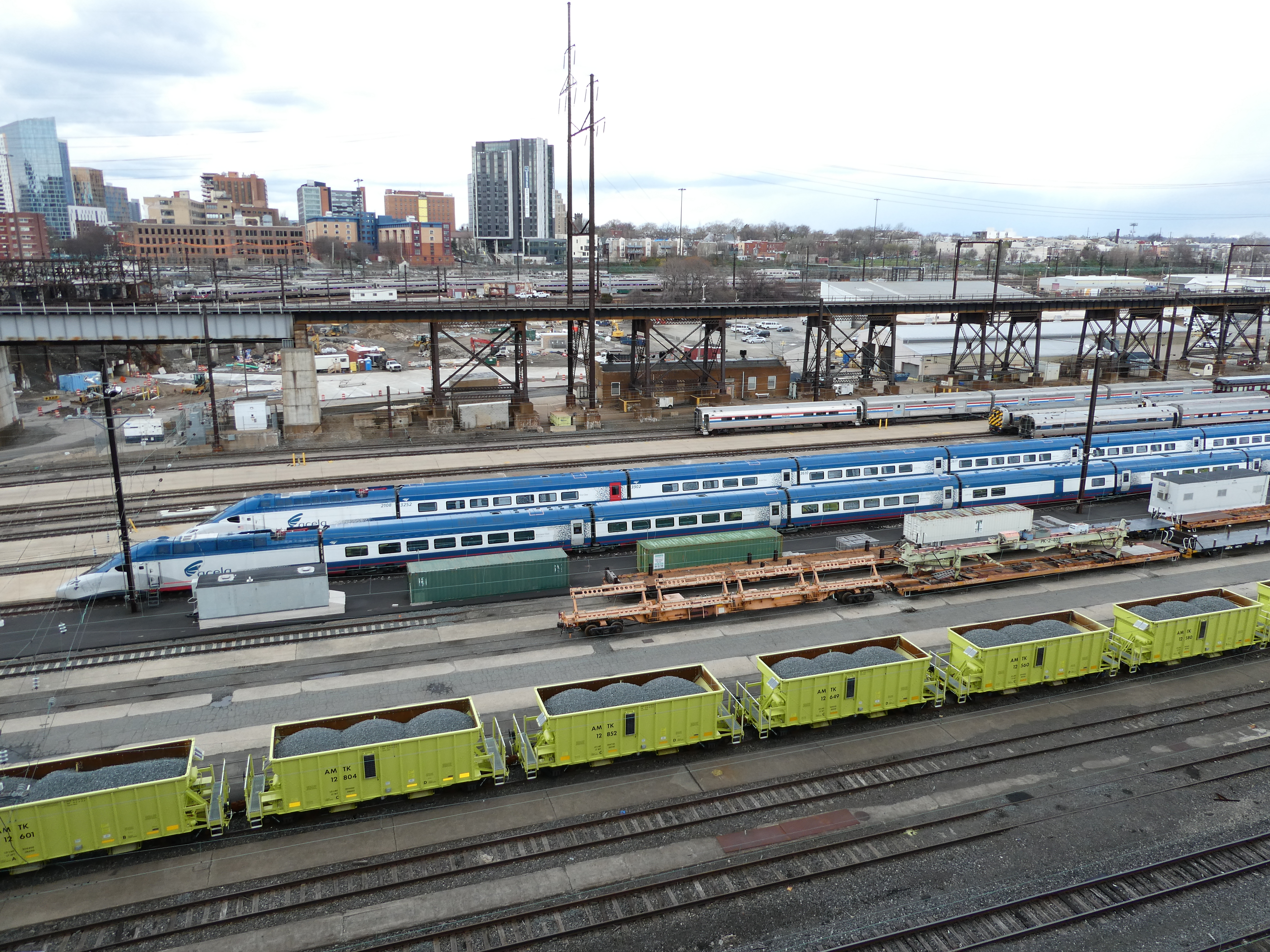
Trenes en los Patio de la calle Race marzo de 2022.

Además de ser más numerosos en comparación con la generación anterior, los nuevos trenes tendrán cada uno 378 asientos y 8 lugares para sillas de ruedas para una capacidad total de 386 pasajeros (25 por ciento más que los trenes actuales), lo que permitirá una mayor capacidad de pasajeros. Los trenes estarán equipados con un sistema de inclinación activo, denominado Tiltronix por Alstom y basado en Pendolinos, que permitirá velocidades más altas en las partes curvas de la vía del corredor con un ángulo de inclinación máximo de 6,3°.
Cada tren Avelia Liberty tiene vagones motores en cada extremo del tren y (inicialmente) nueve vagones de pasajeros articulados. Si aumenta la demanda, se podrán añadir tres turismos más. Los vagones propulsores incluyen un sistema de gestión de energía en caso de colisión para ayudar a cumplir con los estándares Tier-III de la FRA y al mismo tiempo permitir una reducción del 30 por ciento en el peso del tren. Estos trenes también tendrán puertos USB, tomas de corriente, Wi-Fi, funciones de accesibilidad, baños sin contacto, pantallas de información de viaje, un vagón cafetería, HVAC mejorado y otras comodidades.
Los nuevos conjuntos de trenes, junto con mejoras en las vías y la señalización, permitirán una mejora inicial en la velocidad máxima del servicio regular a 260 km/h en algunas partes de la ruta. Muchas actualizaciones de infraestructura están en marcha o completadas, lo que permite un servicio más frecuente y velocidades más rápidas.